# Network
Network és una pel·lícula estatunidenca de Sidney Lumet estrenada el 1976.

## Argument
Howard Beale (Peter Finch), presentador del canal de televisió UBS News l'audiència del qual és en caiguda lliure, deixa anar públicament el que pensa de la societat americana, de les mentides sobre les quals descansa... El seu primer esclat a la televisió serà degut a la seva declaració a les notícies de les 20 h, anunciant que es dispararia un tret al cap en directe, cosa que faria pujar sensiblement l'audiència. Howard Beale es farà ràpidament una mena de profeta dels temps moderns dels americans pels quals la televisió és més real que la seva pròpia vida, televisió que té una influència enorme sobre els seus espectadors. Tot el que surt d'aquesta petita pantalla no pot ser més que verdader. Però Howard Beale acabarà cansant, començant pels dirigents de la seva pròpia cadena, les veritats que enuncia són depriments («les vostres vides són inútils», «vosaltres sou intercanviables», etc.).
Network és una crítica acerba i cínica sobre el poder i el món de la televisió, sobre el comerç que genera, on tot s'ha de reduir a xifres, a taxes d'audiència, en detriment de l'humà. Diana Christensen (Faye Dunaway) encarna aquest neocapitalisme salvatge, deshumanitzat, i ella redueix la seva pròpia vida i tot el que l'envolta a sinopsis de sèries B, formatades per a la televisió.

## Repartiment
- Faye Dunaway: Diana Christensen
- William Holden: Max Schumacher
- Peter Finch: Howard Beale
- Robert Duvall: Frank Hackett
- Wesley Addy: Nelson Chaney
- Ned Beatty: Arthur Jensen
- Beatrice Straight
- Lee Richardson: Narrador (Veu)

## Premis i nominacions

### Premis
- 1977: Oscar al millor actor per Peter Finch[3]
- 1977: Oscar a la millor actriu per Faye Dunaway[3]
- 1977: Oscar a la millor actriu secundària per Beatrice Straight[3]
- 1977: Oscar al millor guió original per Paddy Chayefsky[3]
- 1977: Globus d'Or al millor director per Sidney Lumet
- 1977: Globus d'Or al millor actor dramàtic per Peter Finch
- 1977: Globus d'Or a la millor actriu dramàtica per Faye Dunaway
- 1977: Globus d'Or al millor guió per Paddy Chayefsky
- 1978: BAFTA al millor actor per Peter Finch

### Nominacions
- 1977: Oscar a la millor pel·lícula per Howard Gottfried[3]
- 1977: Oscar al millor director per Sidney Lumet[3]
- 1977: Oscar al millor actor per William Holden[3]
- 1977: Oscar al millor actor secundari per Ned Beatty[3]
- 1977: Oscar a la millor fotografia per Owen Roizman[3]
- 1977: Oscar al millor muntatge per Alan Heim
- 1977: Globus d'Or a la millor pel·lícula dramàtica
- 1978: BAFTA a la millor pel·lícula
- 1978: BAFTA al millor director per Sidney Lumet
- 1978: BAFTA al millor actor per William Holden
- 1978: BAFTA a la millor actriu per Faye Dunaway
- 1978: BAFTA al millor actor secundari per Robert Duvall
- 1978: BAFTA al millor muntatge per Alan Heim
- 1978: BAFTA al millor guió per Paddy Chayefsky
- 1978: BAFTA al millor so per Jack Fitzstephens, Marc Laub, Sanford Rackow, James Sabat i Dick Vorisek

## Al voltant de la pel·lícula
- George Clooney té un projecte de remake d'aquesta pel·lícula.